# Station Prostki
Station Prostki is een spoorwegstation in de Poolse plaats Prostki.
Het station ligt aan de voormalig spoorlijn van de Ostpreußische Südbahn van Koningsbergen (sinds 1946 Kaliningrad) via Lyck (nu Ełk) naar Białystok en  verder naar Brest-Litovsk. In 1871 bereikte de lijn vanaf Koningsbergen bij Prostken de toenmalige grens tussen het Duitse Keizerrijk en het Keizerrijk Rusland. In 1873 kwam de aansluiting op de Russische spoorlijn gereed. 
Van 1918 tot 1938 was Prostken het grensstation tussen Duitsland en Polen. Na de Tweede Wereldoorlog werd dit gedeelte van Oost-Pruisen ook Pools en is de grens verdwenen.